# 2nd II None
2nd II None là một nhóm nhạc rap đến từ Compton, California. Nhóm nhạc bao gồm anh em họ KK (tên khai sinh là Kelton L. McDonald) và Gangsta D (tên khai sinh là Deon Barnett). Họ là thành viên của Elm Street Piru Bloods.

## Lịch sử

### Những năm đầu
Sự nghiệp của họ bắt đầu vào năm 1990 sau khi phát hành "The Red Tape" và ký hợp đồng với Profile Records. Họ phát hành album đầu tiên của mình vào năm 1991, tên tự là 2nd II None dưới nhãn đĩa Profile Records. Album thứ hai của họ, Classic 220 dưới nhãn đĩa Arista Records, phát hành năm 1999. Các album của họ được sản xuất bởi 2nd II None và DJ Quik. Năm 2008, album chưa phát hành năm 1994 Tha Shit của họ đã bị rò rỉ trên internet.

## Danh sách đĩa nhạc

### Album phòng thu
| Tiêu đề       | Phát hành | Vị trí cao nhất | Vị trí cao nhất | Vị trí cao nhất |
| Tiêu đề       | Phát hành | US              | USR&B           | USHeat          |
| ------------- | --------- | --------------- | --------------- | --------------- |
| 2nd II None   | 1991      | 83              | 26              | 3               |
| Classic 220   | 1999      | 162             | 40              | —               |
| Compton Muzik | 2014      | —               | —               | —               |

### Album không được phát hành
- The Shit (1994)

### Album tổng hợp
- Tha Kollective (2009)

### Đĩa đơn
| Tiêu đề                                   | Phát hành | Vị trí cao nhất | Vị trí cao nhất | Vị trí cao nhất | Album                    |
| Tiêu đề                                   | Phát hành | US              | USR&B           | USRap           | Album                    |
| ----------------------------------------- | --------- | --------------- | --------------- | --------------- | ------------------------ |
| "Be True to Yourself"                     | 1991      | 78              | 54              | 9               | 2nd II None              |
| "If You Want It"                          | 1992      | 64              | 33              | 13              | 2nd II None              |
| "Didn't Mean to Turn You on"              | 1994      | —               | —               | —               | Above the Rim soundtrack |
| "Up n' da Club"                           | 1999      | —               | —               | —               | Classic 220              |
| "—" biểu thị đĩa đơn không được xếp hạng. |           |                 |                 |                 |                          |